# Mord auf heimische Art
Mord auf heimische Art (Originaltitel: Vražda po česku, übersetzt „Mord auf tschechische Art“) ist ein tragikomischer tschechoslowakischer Spielfilm in Schwarzweiß aus dem Jahr 1967 von dem Regisseur Jiří Weiss, der auch – zusammen mit Jan Otčenášek – das Drehbuch verfasste. Von letzterem stammt auch die literarische Vorlage – der gleichnamige Roman. Die Hauptrollen sind mit Rudolf Hrušínský senior, Květa Fialová und Václav Voska besetzt. Seine Weltpremiere hatte das Werk am 24. Februar 1967 in der Tschechoslowakei. Im deutschsprachigen Raum war der Film erstmals am 26. Januar 1970 im Programm des Zweiten Deutschen Fernsehens ZDF zu sehen.

## Handlung
Franz Pokorný ist kein schöner Mann. Auch seine untergeordnete Stelle eines Beamten bei einer Behörde in der südmährischen Stadt Brünn macht ihn nicht viel liebenswerter. Bald lernt er im staatlichen Urlaubsheim den Genossen Vize-Direktor Karl kennen und freundet sich mit ihm an. Dieser ermutigt ihn, der bildhübschen Alice den Hof zu machen. Zu Franz’ eigener Überraschung lässt sich Alice auf sein Werben ein und wird schließlich seine Frau.
Nach einiger Zeit wird es Franz klar, warum Kumpel Karl ihn auf Alice angesetzt hatte: Sie ist dessen Geliebte und soll es auch bleiben, denn Alice hat eine Wohnung in Prag, und Brünn ist einige Stunden davon entfernt. Jetzt sinnt Franz auf Rache: Mord liegt in der Luft – seine Einbildungskraft arbeitet auf vollen Touren. Soll er Alice erwürgen oder Karl erschießen? Oder soll er resignieren und seinem eigenen Leben ein Ende setzen? Franz findet schließlich eine andersgeartete Methode, um sich zu rächen: Er macht es wie Karl und hält sich neben seiner Frau eine Geliebte.

## Kritiken
Der Evangelische Film-Beobachter zieht folgendes Fazit: „Das Spiel um Franz Pokornys Liebe und Leid wird unversehens zur Zeichnung einer sich ständig weiter anpassenden Gesellschaft mit allen daraus erwachsenden Folgen. Empfehlenswert ab 18.“ Auch das Lexikon des internationalen Films gelangt zu einem positiven Ergebnis: „Hintergründige Tragikomödie aus der CSSR, besonders in der Hauptrolle […] beklemmend gut gespielt.“

## Weblink
- Mord auf heimische Art bei IMDb